# Ганешин, Сергей Александрович
Сергей Александрович Ганешин (1861 или 27 ноября 1862 — 5 января 1913) — русский учёный и инженер-технолог, специалист в области текстильного дела.

## Биография
Учился в Московском университете (физико-математической факультет) и Петербургском технологическом институте. С середины 1890-х годов и до самой смерти был преподавателем в последнем, в частности, читал курс технологии волокнистых веществ (выпущен отдельным изданием в 1907 году), впоследствии был удостоен звания профессора. Помимо этого преподавал технологию на Интендантском курсе с момента его основания, а также некоторое время вёл занятия, посвящённые проектированию котлов, на механическом отделении Петербургского политехнического института.
Уже после смерти Сергея Александровича был выпущен его труд «Технология волокнистых веществ. Подготовительные операции к ткачеству», оказавший большое влияние на развитие теории и практики соответствующей отрасли в стране. Кроме того, Сергей Александрович являлся одним из авторов «Энциклопедического словаря» Брокгауза-Ефрона: его перу принадлежит некоторые статьи из области технологии волокнистых веществ.
Жена — Ганешина (Шервуд) Лидия Владимировна (ум. 1964). Сын— Ганешин Дмитрий Сергеевич (1904—1979), подмосковный краевед и автор воспоминаний о ГУЛАГе. Дочь — Ганешина Лидия Сергеевна (1895/1896-1968), врач, первая жена Истомина Александра Васильевича (1901-1981), лауреата Ленинской и Сталинской премий, советского инженера-металлурга. Внук — Истомин Дмитрий Александрович (1929—2000), инженер, ядерный электронщик, работал в Курчатовском институте.
Умер в 1913 году. Похоронен на Ваганьковском кладбище (11 уч.).